# تشارلز ك. بالدوين
تشارلز كرياد بالدوين (بالإنجليزية: Charles C. Baldwin)‏ (مواليد 7 أبريل 1947) رئيس سابق للقساوسة في القوات الجوية الأمريكية.
شارك في حرب فيتنام وحرب الخليج الثانية.